# ロバート・ウォーカー (1918年生の俳優)
ロバート・ウォーカー（英語: Robert Walker, 1918年10月13日 - 1951年8月28日）は、アメリカ・ユタ州ソルトレイクシティ出身の俳優。アルフレッド・ヒッチコック監督の『見知らぬ乗客』（1951年）で演じたサイコパスの犯人役で知られ、映画の公開直後に32歳で死去した。また、女優ジェニファー・ジョーンズの最初の夫であり、ジョーンズとの間に生まれた2人の息子（ロバートJr、マイケル）はともに俳優になった。

## 来歴
1918年10月13日、アメリカ・ユタ州ソルトレイクシティに4人兄弟の末っ子として生まれる。父親は地元の新聞の編集者。幼い時に両親が離婚したことで精神的に不安定で攻撃的な性格となり、学校に上がっても何度も放校される。そんなロバートの問題行動を抑えるのに効果を見せたのが演技であった。カリフォルニア州サンディエゴ郡カールスバッドにあるアーミー・アンド・ネイビー・アカデミーの学芸会で主演を務めた後、パサデナ・プレイハウスの演技コンテストに出場して最優秀賞を受賞する。
1937年に母方の伯母を頼ってニューヨークに移り、アメリカン・アカデミー・オブ・ドラマティック・アーツで演技を学ぶようになる。1938年に同期の学生フィリス・リー・イスリー（後の大女優ジェニファー・ジョーンズ）と出会う。恋に落ちた2人は結婚資金をためるために揃って学校を辞める。端役以外になかなか仕事を見つけられなかったが、ようやくオクラホマ州タルサでラジオの仕事を得た2人は、1939年1月2日にタルサで結婚。新婚旅行をかねてハリウッドに渡って仕事を探すがエキストラ程度の仕事しか得られず、ニューヨークに戻って新婚生活を始める。1940年4月15日、長男ロバートが生まれる。1941年3月13日に次男マイケルが生まれた後、再びフィリスがオーディションを受けるようになると、ハリウッドを代表する名プロデューサー、デヴィッド・O・セルズニックの目に留まり、フィリスはジェニファー・ジョーンズという芸名を与えられる。このころからフィリスとセルズニックの不倫は始まっていた。これをきっかけに夫婦でハリウッドに移り、ロバートもセルズニックの後押しでMGMと契約。1943年の戦争映画『Bataan』でデビューする。その後は「隣のおにいちゃん (boy next door)」の親しみやすい青年イメージでいくつかの作品に出演する。一方のフィリスは『聖処女』（1943年）の主演で華々しくデビューし、いきなりアカデミー主演女優賞を受賞する。夫婦ともに順調なキャリアを歩み始めていたが、フィリスとセルズニックの不倫に精神的に打ちのめされたロバートは泥酔しての乱行で逮捕されるなど、酒に溺れるようになる。不倫が既に公然の秘密となっている中、セルズニックは『君去りし後』（1944年）でロバートとフィリスの2人を恋人役で起用する。冷め切った仲の妻フィリスとのラブシーンはロバートにとって苦痛以外の何ものでもなかったが、セルズニックは2人のラブシーンを何度も何度も撮り直した。撮影期間中の1943年11月に2人は別居し、1945年6月20日に離婚が成立する。その後もロバートの仕事は順調であったが、私生活ではますます酒に溺れるようになる。
1948年にジョン・フォード監督の娘で映画編集技師のバーバラ・フォードと結婚するが、ロバートの奇行が一段と目立つようになり、泥酔して逮捕されるなどしたことから、わずか5ヶ月で離婚。その頃、前妻フィリスがセルズニックと結婚。このことがますますロバートを精神的に追いつめることとなる。
1949年には精神疾患で入院。退院後も仕事は比較的順調に進む。
1950年に女優ハンナ・ランディと結婚。
1951年に生涯の代表作となる『見知らぬ乗客』に出演。その演技が絶賛され、これをきっかけにキャリアは上昇に向かう。しかし同年8月28日、『マイ・サン・ジョン/赤い疑惑』の撮影が終了する前に、32歳で急死する。異常な興奮状態（飲酒が原因と見られる）にあった彼に主治医の精神科医が投与した鎮静剤により、体内のアルコールとの相助作用で急性のアレルギー反応を起こしたためであった。映画は『見知らぬ乗客』の未使用フィルムなどを使って完成した。

## 主な出演作品
| 公開年 | 邦題 原題                                 | 役名                   | 備考           |
| ------ | ----------------------------------------- | ---------------------- | -------------- |
| 1939   | 冬のカーニバル Winter Carnival            | ウェス                 | クレジットなし |
| 1943   | キュリー夫人 Madame Curie                 | デヴィッド・デ・グロス |                |
| 1944   | 君去りし後 Since You Went Away            | ビル・スモレット2世    |                |
| 1944   | 東京上空三十秒 Thirty Seconds Over Tokyo  | デヴィッド・サッチャー |                |
| 1945   | 夢のひととき Her Highness and the Bellboy | ジミー・ドブソン       |                |
| 1946   | 雲流るるはてに Till the Clouds Roll By    | ジェローム             |                |
| 1947   | 始めか終りか The Beginning or the End     | ジェフ・ニクソン       |                |
| 1947   | 大草原 The Sea of Grass                   | ブロック               |                |
| 1947   | 愛の調べ Song of Love                     | ヨハネス・ブラームス   |                |
| 1948   | ヴィナスの接吻 One Touch of Venus         | エディ・ハッチ         |                |
| 1951   | 復讐の谷 Vengeance Valley                 | リー・ストロビー       |                |
| 1951   | 見知らぬ乗客 Strangers on a Train         | ブルーノ・アントニー   |                |
| 1952   | マイ・サン・ジョン/赤い疑惑 My Son John   | ジョン・ジェファーソン |                |